# Pëllumb Xhufi
Pëllumb Xhufi (ur. 24 sierpnia 1951 w Durrës) – albański historyk i polityk, w latach 2001–2005 ambasador Republiki Albanii w Rzymie.

## Życiorys
Pëllumb urodził się w Durrësie dnia 24 sierpnia 1951 roku. Po ukończeniu gimnazjum w Tiranie, gdzie uzyskał bardzo dobry wynik ze znajomości łacińskiego i starogreckiego, studiował w latach 1972–1977 na Wydziale Filozofii Uniwersytetu „La Sapienza” w Rzymie, gdzie również wykazywał się wysokimi wynikami w nauce, ale też wysokimi osiągnięciami intelektualnymi. Po ukończeniu studiów wrócił do Albanii i rozpoczął pracę w Radio Televizioni Shqiptar, gdzie pracował do 1981 roku. Rozpoczął wtedy pracę w Akademii Nauk Albanii, gdzie również wykazał się naukowym talentem, więc został skierowany na studia doktoranckie na Uniwersytecie Kolońskim.
W 1997 roku rozpoczął pracę w Ministerstwie Spraw Zagranicznych na stanowisku Dyrektora Dyrekcji Regionalnej. Za umiejętności zawodowe i przywódcze po zaledwie roku awansował na stanowisko wiceministra spraw zagranicznych. Następnie pełnił funkcje dyplomatyczne; w latach 2001–2005 był ambasadorem Republiki Albanii w Rzymie. Po zakończonej misji dyplomatycznej wrócił do Albanii, wygrał wybory do parlamentu, gdzie brał czynny udział w życiu parlamentarnym w latach 2005–2009. Wycofał się z życia politycznego, by rozpocząć pracę historyka.
Od 2009 roku jest pracownikiem naukowym w Ośrodku Studiów Albanologicznych na Uniwersytecie w Elbasanie w Ośrodku Studiów Albanologicznych; pracuje tam jako kierownik Katedry Historii Średniowiecza i Współczesności. Wykłada również historię Cesarstwa Bizantyjskiego, Włoch oraz cywilizacji włoskiej na Uniwersytecie Tirańskim.
Deklaruje znajomość języka łacińskiego, staro- i nowogreckiego, francuskiego, włoskiego, angielskiego, niemieckiego.

## Kontrowersje
Były dyrektor archiwum albańskiego Ministerstwa Spraw Wewnętrznych, Kastriot Dervishi, oraz inny albański historyk, Agron Tufa, zarzucili Xhufiemu stronniczość wobec reżimu Envera Hodży oraz negowanie zbrodni komunizmu.

## Życie prywatne
Jego rodzice, Muharrem i Katerina, byli podczas II wojny światowej członkami albańskiego ruchu oporu. Muharrem po wojnie wyjechał na studia do Akademii Woroszyłowa w Moskwie, gdzie je ukończył stopniu pułkownika. Katerina pracowała w Albanii jako urzędniczka państwowa.